# 방역물품지원금

## 설명
방역물품지원금 > 대한민국 소상공인을 위한 방역 물품 지원 > 방역으로 인해 피해를 입은 소상공인을 위한 정부 지원 복지

## 정의
방역물품지원금은 중소 벤처 기업부에서 방역 패스 제도의 전면 확대에 따른 방역 물품 부담을 줄여주기 위해 지원하는 복지 정책이다.
방역 조치 강화로 인해 매출이 줄어든 소상공인에게 피해 지원을 최대로 지원하기로 결정 된 정책에 따라 실행되는 방역을 위한 물품 구입 지원금이며 소상공인과 소기업을 대상으로 지원하기로 결정됐다.
이미 진행이 되어야 했지만 물품 지급 및 지원금 지급에 대한 지자체 인력 부족으로 온라인 신청으로 변경이 되면서 조금 지연이 됐다.

## 지원 대상
12월 6일 방역패스 시작을 기점으로 소기업·소상공인 방역 물품을 구입에 부담을 줄여주기 위해 지원한다.
- QR코드 확인용 단말기
- 손 세정제
- 마스크
- 체온계
- 소독수
- 소독기
- 칸막이

방역으로 인해 경제적 어려움을 겪는 소상공인, 소기업이 지원 대상이며 방역 패스를 의무 도입해야 하는 16개 업종이 대상이다.

## 16개 업종
- 유흥주점/노래 연습장
- 실내 체육 시설
- 목욕장업
- 경마장/카지노
- 식당/카페
- 학원
- 영화관/공연장
- 독서실
- PC방/실내 스포츠 경기 관람
- 박물관/미술관/과학관
- 파티룸
- 도서관
- 마사지업

법원이 가처분신청을 인용해 방역패스 도입을 정지한 학원·독서실도 지원 대상이다.

## 지원 기간
1차 지급 - 1월17일~26일
>> 사업자 등록 번호 끝자리 10부 제 실시
>> 27일 이후 사업자 번호와 상관없이 실시
2차 지급 - 2월 14일~25일
>> 사업자 등록증, 대표자 신분증, 통장 사본, 구매 영수증을 누리집을 통해 제출

## 참고
1. 방역물품지원금 17일부터 접수 - 신아일보
2. 중기부, 업체당 10만원 방여물품 구매비용 지원 - 파니낸셜뉴스